# Județul Ovidiopol
Județul Ovidiopol a fost unul dintre cele 13 județe care au făcut parte din Guvernământul Transnistriei, regiune aflată sub administrație românească între 1941 și 1944.

## Istoric
În 1799, rusul Pavel Sumarocov notează că în Ovidiopol „majoritatea locuitorilor sunt moldoveni”.
În aprilie 1920 încep mari revolte țărănești; răsculații conduși de Tutunică ocupă Balta, răscoala întinzându-se în raioanele Codâma și Ananev (raion despre care Marea enciclopedie rusă spunea că „moldovenii sunt locuitorii autohtoni ai raionului”). În 1922, sub conducerea lui Chirsula, revolta a reizbucnit. După înăbușirea în sânge a acestora, s-au făcut deportări în masă. 
La 12 octombrie 1924 se creează Republica Autonomă Socialistă Sovietică Moldovenească în cadrul Ucrainei, iar capitala fiind declarată orașul „vremelnic ocupat” Chișinău, pe care sovieticii o să-l ocupe în urma ultimatumului din 1940, ca urmare al Pactului Ribbentrop-Molotov. Anul următor, România intra în război de partea Axei, împotriva Uniunii Sovietice.
La 19 august 1941, este dat Decretul nr. 1 privind înființarea Administrației civile a Transnistriei. Acesta prevedea limitele teritoriale și numirea Guvernatorului civil al Transnistriei în persoana profesorului universitar Gheorghe Alexianu, care-și avea sediul provizoriu la Tiraspol. Pe 30 august 1941 a avut loc semnarea acordului româno-german, denumit: „Înțelegeri asupra siguranței, administrației și exploatării economice a teritoriilor dintre Nistru și Bug (Transnistria) și Bug-Nipru (regiunea Bug-Nipru)”. 

## Recensământul din 1941
Conform recensământului românesc din decembrie 1941, populația județului era de 189.809 persoane.
| Județul Ovidiopol  | Număr locuitori | Români | Germani | Ucraineni | Ruși  | Evrei | Bulgari | Tătari | Polonezi | Ruși-Lipoveni | Alții |
| ------------------ | --------------- | ------ | ------- | --------- | ----- | ----- | ------- | ------ | -------- | ------------- | ----- |
| Orașul Ovidiopol   | 4.324           | 106    | 3       | 4.159     | 43    | -     | -       | -      | 1        | -             | 12    |
| Total mediul rural | 60.252          | 5.930  | 16.604  | 32.796    | 4.756 | 14    | 26      | 6      | 55       | 3             | 62    |
| Total județ        | 64.576          | 6.036  | 16.607  | 36.955    | 4.799 | 14    | 26      | 6      | 56       | 3             | 74    |

## Componență
Reședința județului Ovidiopol se găsea la Ovidiopol.
Județul Ovidiopol era alcătuit din raioanele: Balaevca, Frazfeld, Ovidiopol și Vigoda.